# 奉天省 (滿洲國)
奉天省，簡稱奉，為滿州國時期的省份之一，省域前期（1931年-1934年）大致為今日之遼寧省，中後期（1934年-1945年）相當於現今遼寧省中部的一小部份。

## 歷史
1931年（民國20年）、九一八事變後，日本關東軍攻佔遼寧省後，改稱奉天省、省政府設立在奉天市。
1932年（大同元年）3月9日，滿洲國國務院將省政府改稱省公署。1934年（康德元年）12月1日，將奉天省分割為奉天省、安東省、錦州省三省，奉天省管轄奉天市及遼陽縣、遼中縣、本溪縣、撫順縣、瀋陽縣、鐵嶺縣、開原縣、新民縣、法庫縣、康平縣、海城縣、營口縣、蓋平縣、復縣、興京縣、清原縣、西豐縣、昌圖縣、梨樹縣、雙山縣、遼源縣、海龍縣、輝南縣、柳河縣、東豐縣、西安縣、濛江縣。
1937年（康德4年）7月1日，輝南、柳河、金川、濛江4縣劃入通化省。1941年（康德8年）7月1日，四平街市及海龍、開原、昌圖、東豐、西豐、西安、雙遼、梨樹8縣劃入四平省。
1945年8月滿洲國滅亡後瓦解。

## 行政區劃
滿洲國滅亡前夕的奉天省行政區劃
- 奉天市
- 撫順市：1934年析撫順縣城區置。
- 營口市：1934年析營口縣城區置。
- 鞍山市：1934年析遼陽縣置。
- 遼陽市：1934年析遼陽縣城區置。
- 鐵嶺市：1934年析鐵嶺縣城區置。
- 本溪湖市：1934年析本溪縣城區置。
- 本溪縣
- 鐵嶺縣
- 撫順縣
- 遼中縣
- 新民縣
- 法庫縣
- 康平縣
- 蓋平縣
- 復縣
- 興京縣
- 清原縣
- 海城縣

## 历任省长
1. 臧式毅：1932年3月9日 - 1934年11月30日
2. 葆康：1934年12月1日 - 1938年7月28日
3. 金荣桂：1938年7月28日 - 1942年9月28日
4. 徐紹卿：1942年9月28日 - 1943年4月20日
5. 于鏡濤：1943年4月20日 - 1945年3月12日
6. 韋煥章：1945年3月12日 - （終戦）